# Zemský okres Landsberg am Lech
Zemský okres Landsberg am Lech (německy Landkreis Landsberg am Lech) je okres v německé spolkové zemi Bavorsko, ve vládním obvodě Horní Bavorsko. Sídlem okresu je město Landsberg am Lech.

## Města a obce
| Města                                                                                  | Obce |
| -------------------------------------------------------------------------------------- | --- |
| 1. Landsberg am Lech Obce s tržním právem ( Markt ) 1. Dießen am Ammersee 2. Kaufering | 1. Apfeldorf 2. Denklingen 3. Eching am Ammersee 4. Egling an der Paar 5. Eresing 6. Finning 7. Fuchstal 8. Geltendorf 9. Greifenberg 10. Hofstetten 11. Hurlach 12. Igling 13. Kinsau 14. Obermeitingen 15. Penzing 16. Prittriching 17. Pürgen 18. Reichling 19. Rott 20. Scheuring 21. Schondorf am Ammersee 22. Schwifting 23. Thaining 24. Unterdießen 25. Utting am Ammersee 26. Vilgertshofen 27. Weil 28. Windach |

## Sousední okresy
| Růžice kompasu | Augsburg          | Aichach-Friedberg              | Fürstenfeldbruck | Růžice kompasu |
| Růžice kompasu | Ostallgäu         | Sever                          | Starnberg        | Růžice kompasu |
| Růžice kompasu | Ostallgäu         | Zemský okres Landsberg am Lech | Starnberg        | Růžice kompasu |
| Růžice kompasu | Ostallgäu         | Jih                            | Starnberg        | Růžice kompasu |
| Růžice kompasu | Weilheim-Schongau |                                |                  | Růžice kompasu |